# Reacció d'oxidació reducció

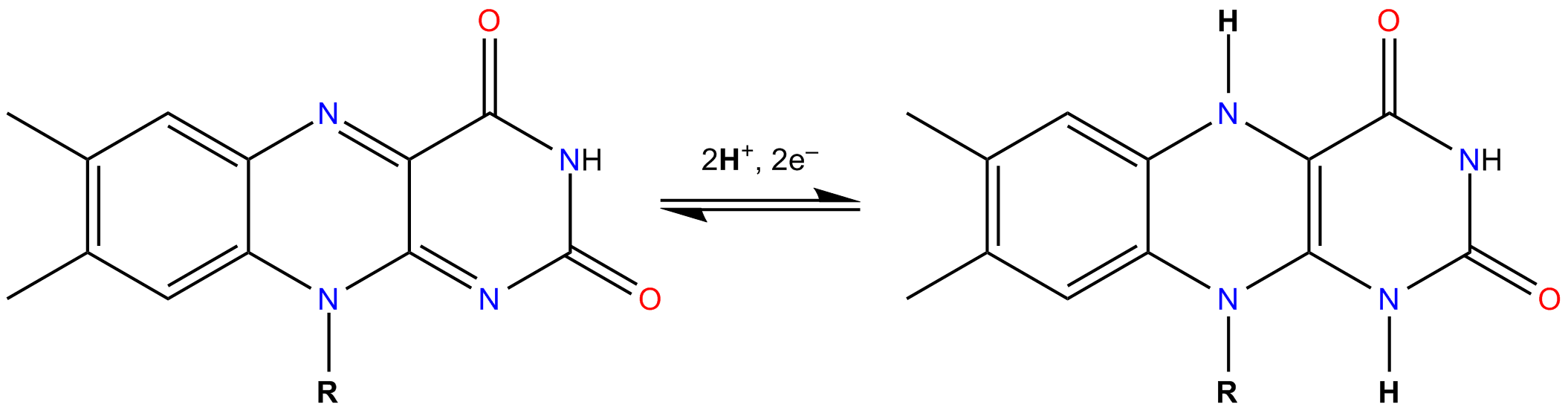
Reducció (captació d'electrons) de la molècula de FAD.

Una reacció d'oxidació-reducció, reacció d'oxidoreducció, o simplement reacció redox, és aquella reacció química en la qual hi ha una transferència electrònica entre els reactius, donant lloc a un canvi en els seus estats d'oxidació pel que fa als productes. Pot tractar-se d'un simple procés redox, tal com són l'oxidació del carboni a diòxid de carboni, i la reducció del carboni per l'hidrogen a metà (CH₄), o bé un procés complex com és l'oxidació del sucre en el cos humà, a través d'una sèrie de processos de transferència d'electrons.
Les reaccions redox orgàniques són reaccions redox en les quals intervenen compostos orgànics com a reactius.
Perquè es produeixi una reacció redox, en el sistema ha d'haver-hi un element que cedeixi electrons i un altre que els accepti. L'agent reductor és l'element químic que subministra electrons de la seva estructura química al medi augmentant el seu estat d'oxidació, és a dir, essent oxidat. L'agent oxidant és l'element químic que tendeix a captar aquests electrons, quedant amb un estat d'oxidació inferior al que tenia, és a dir, essent reduït.
Quan un element químic reductor cedeix electrons al medi es converteix en un element oxidat, i la relació que guarda amb el seu precursor queda establerta mitjançant el que es diu un «parell redox». Anàlogament, es diu que quan un element químic capta electrons del medi es converteix en un element reduït, i igualment forma un parell redox amb el seu precursor oxidat.

## Principi d'electroneutralitat

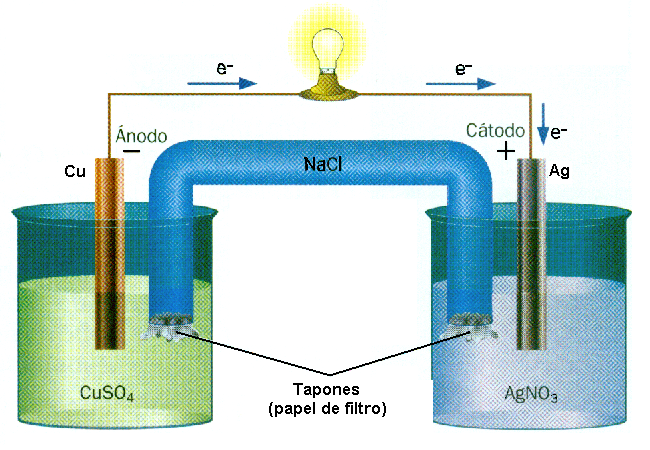
La pila Cu-Ag, un exemple de reacció redox.

Dins d'una reacció global redox, es dona una sèrie de reaccions particulars a les quals s'anomena semireaccions o reaccions parcials.
2 Na+ + 2 Cl− → 2 Na + Cl₂
o més comunament:
2 NaCl → 2 Na + Cl₂
La tendència a reduir o oxidar a altres elements químics es quantifica pel potencial de reducció, també anomenat potencial redox.
Una titulació redox és una en la qual un indicador químic indica el canvi en el percentatge de la reacció redox mitjançant el viratge de color entre l'oxidant i el reductor.

### Oxidació

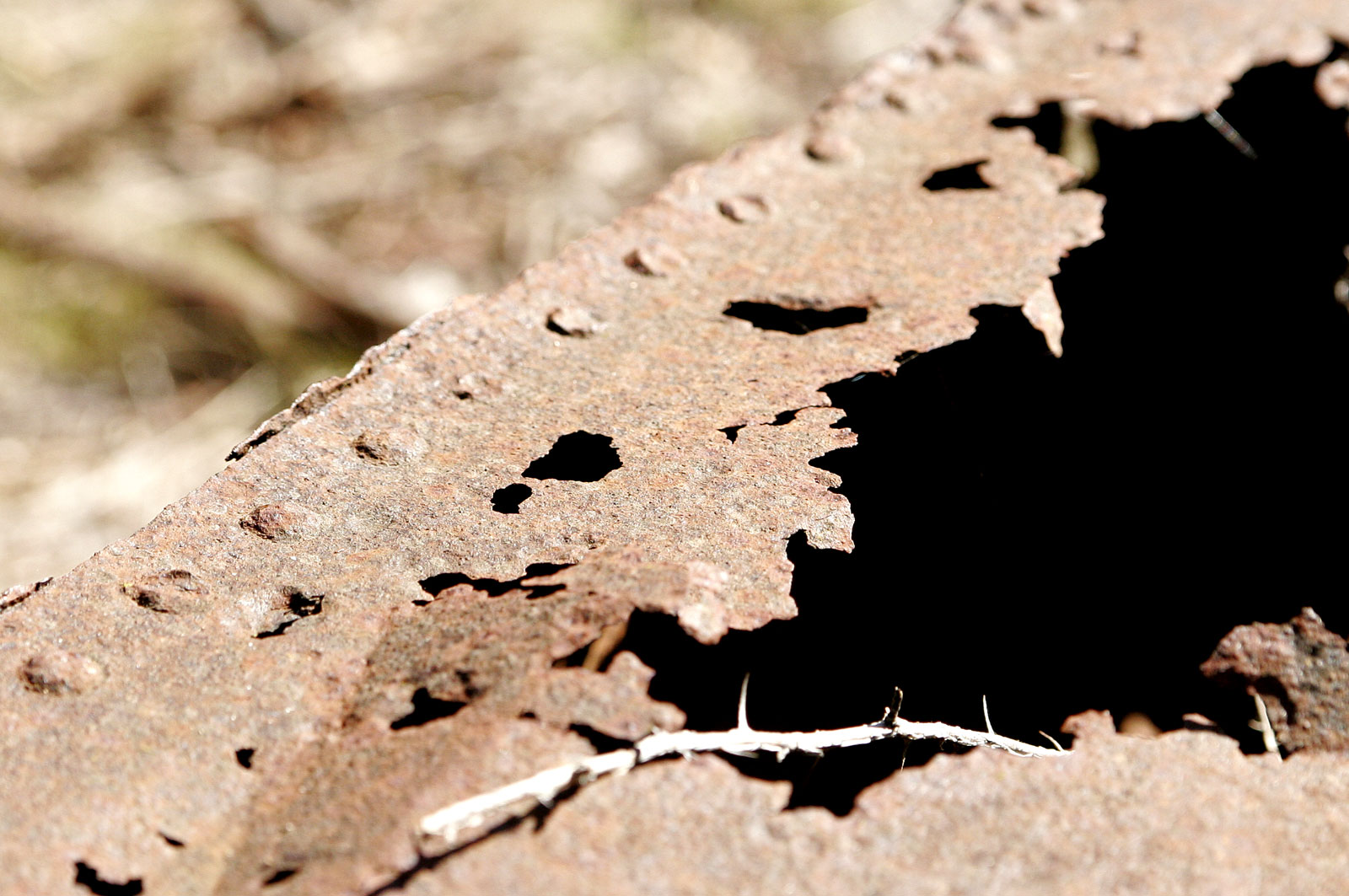
Oxidació del ferro.

L'oxidació és una reacció química molt poderosa on un compost cedeix electrons i, per tant, augmenta el seu estat d'oxidació.
En realitat una oxidació o una reducció és un procés pel qual canvia l'estat d'oxidació d'un compost. Aquest canvi no significa necessàriament un intercanvi d'electrons. Suposar això —que és un error comú— implicaria que tots els compostos formats mitjançant un procés redox són iònics, ja que és en aquests compostos on sí que es dona un enllaç iònic, producte de la transferència d'electrons. Per exemple, en la reacció de formació del clorur d'hidrogen a partir dels gasos d'hidrògen i diclorur, es dona un procés redox i no obstant això es forma un compost covalent.
Aquestes dues reaccions sempre es donen juntes, és a dir, quan una substància s'oxida, sempre és per l'acció d'una altra que es redueix. Una cedeix electrons i l'altra els accepta. Per aquesta raó, es prefereix el terme general de reaccions redox.
La mateixa vida és un fenomen redox. L'oxigen és el millor oxidant que existeix a causa que la molècula és poc reactiva (pel seu doble enllaç) i no obstant això és molt electronegatiu, gairebé com el fluor.
La substància més oxidant que existeix és el catió KrF+ perquè fàcilment forma Kr i F+.
Entre unes altres, existeixen el permanganat de potassi (KMnO₄), el dicromat de potassi (K₂Cr₂O₇), l'aigua oxigenada (H₂O₂), l'àcid nítric (HNO₃), els hipohalits i els halats (per exemple l'hipoclorit de sodi (NaClO), molt oxidant en medi alcalí i el bromat de potassi (KBrO₃)). L'ozó (O₃) és un oxidant molt enèrgic:
Br− + O₃ → BrO₃−
El nom d'"oxidació" prové del fet que en la majoria d'aquestes reaccions, la transferència d'electrons es dona mitjançant l'adquisició d'àtoms d'oxigen (cessió d'electrons) o viceversa. No obstant això, l'oxidació i la reducció pot donar-se sense que hi hagi intercanvi d'oxigen pel medi, per exemple, l'oxidació de iodur de sodi a iode mitjançant la reducció de clor a clorur de sodi:
2 NaI + Cl₂ → I₂ + 2 NaCl
Aquesta pot desglossar-se en les seves dues semireaccions corresponents:
- 2I− → I₂ + 2 i−
- *Cl₂ + 2 i− → 2 Cl

Exemple
El ferro pot presentar dues formes oxidades: òxid de ferro (II) (FeO) o òxid de ferro (III) (Fe₂O₃)

### Reducció
En química, reducció és el procés electroquímic pel qual un àtom o ió guanya electrons. Implica la disminució del seu estat d'oxidació. Aquest procés és contrari al d'oxidació.
Quan un ió o un àtom es redueix guanya electrons, actua com agent oxidant, és reduït per un agent reductor i disminueix el seu estat o nombre d'oxidació.
Exemple
L'ió ferro (III) pot ser reduït a ferro (II):
Fe3+ + i− → Fe2+
En química orgànica, la disminució d'enllaços d'àtoms d'oxigen a àtoms de carboni o l'augment d'enllaços d'hidrogen a àtoms de carboni s'interpreta com una reducció. Per exemple:
- CH≡CH + H₂ → CH₂=CH₂ (l'etí es redueix per donar etè).
- CH₃–CHO + H₂ → CH₃–CH₂OH (l'etanal es redueix a etanol).

## Nombre d'oxidació
La quantificació d'un element químic pot efectuar-se mitjançant el seu nombre d'oxidació. Durant el procés, el nombre d'oxidació de l'element augmenta. En canvi, durant la reducció, el nombre d'oxidació de l'espècie que es redueix disminueix. El nombre d'oxidació és un nombre enter que representa el nombre d'electrons que un àtom posa en joc quan forma un enllaç determinat.
El nombre d'oxidació augmenta si l'àtom perd electrons (l'element químic que s'oxida), o els comparteix amb un àtom que tingui tendència a captar-los. En canvi, disminueix quan l'àtom guanya electrons (l'element químic que es redueix), o els comparteix amb un àtom que tingui tendència a cedir-los.

### Regles per assignar el nombre d'oxidació
- El nombre d'oxidació de tots els elements sense combinar és zero. Independentment de la forma en què es representin.
- El nombre d'oxidació de les espècies iòniques monoatòmiques coincideix amb la càrrega de l'ió.
- El nombre d'oxidació de l'hidrogen combinat és +1, excepte en els hidrurs metàl·lics, on el seu nombre d'oxidació és –1 (ej: AlH₃, LiH)
- El nombre d'oxidació de l'oxigen combinat és –2, excepte en els peròxids, on el seu nombre d'oxidació és –1 (ex.:Na₂O₂, H₂O₂).
- El nombre d'oxidació en els elements metàl·lics, quan estan combinats és sempre positiu i numèricament igual a la càrrega de l'ió.
- El nombre d'oxidació dels halogens en els hidràcids i les seves respectives sals és –1, en canvi el nombre d'oxidació del sofre en el seu hidràcid i respectives sals és –2.
- El nombre d'oxidació d'una molècula és zero o, cosa que és el mateix, la suma dels nombres d'oxidació dels àtoms d'una molècula neutra és zero.

## Ajust d'equacions
Tot procés redox requereix l'ajust estequiomètric dels components de les semireaccions per a l'oxidació i reducció.
Per a reaccions en el medi aquós, generalment s'afegeixen al medi àcid ions hidrogen (H+), molècules d'aigua (H₂O), i electrons. En el medi bàsic s'afegeixen hidroxils (OH−), molècules d'aigua (H₂O), i electrons per compensar els canvis en els nombres d'oxidació.

### Medi àcid
Al medi àcid s'agreguen ions hidrogen (cations) (H+) i aigua (H₂O) a les semirreaccions per equilibrar l'equació final.
Del costat de l'equació que faci mancada
 oxigen s'agregaran molècules d'aigua, i del costat de l'equació que facin mancada hidrògens s'agregaran oxonis.
Per exemple, quan el manganès (II) reacciona amb el bismutat de sodi.
Equació sense equilibrar:
{\displaystyle Mn_{(aq)}^{+2}+NaBiO_{3(s)}\to Bi_{(aq)}^{+3}+MnO_{4(aq)}^{-}}
Oxidació :{\displaystyle Mn_{(aq)}^{+2}\to MnO_{4(aq)}^{-}+5i^{-}}
Reducció :{\displaystyle 2i^{-}+BiO_{3(s)}^{-}\to Bi_{(aq)}^{3+}}
Ara s'han d'afegir els oxonis i les molècules d'aigua on faci mancada
 hidrògens i on faci mancada
 oxígens, respectivament.
Oxidació: {\displaystyle \color {BlueViolet}4H_{2}O\color {Black}+Mn_{(aq)}^{+2}\to MnO_{4(aq)}^{-}+\color {BlueViolet}8H_{(aq)}^{+}\color {Black}+5i^{-}}
Reducció: {\displaystyle 2i^{-}+\color {BlueViolet}6H^{+}\color {Black}+BiO_{3(s)}^{-}\to Bi_{(aq)}^{3+}+\color {BlueViolet}3H_{2}O\color {Black}}
Les reaccions s'equilibraran en el moment d'igualar la quantitat d'electrons que intervenen en ambdues semireaccions. Això s'aconseguirà multiplicant la reacció d'una semireacció pel nombre d'electrons de l'altra semireacció (i, si cal, viceversa), de manera que la quantitat d'electrons sigui constant.
Oxidació: {\displaystyle (4H_{2}O+Mn_{(aq)}^{+2}\to MnO_{4(aq)}^{-}+8H_{(aq)}^{+}+\color {OliveGreen}5e^{-}\color {Black})\color {Orange}\times 2\color {Black}}
Reducció: {\displaystyle (\color {Orange}2e^{-}\color {Black}+6H^{+}+BiO_{3(s)}^{-}\to Bi_{(aq)}^{3+}+3H_{2}O)\color {OliveGreen}\times 5\color {Black}}
Al final hi haurà:
Oxidació: {\displaystyle 8H_{2}O+2Mn_{(aq)}^{+2}\to 2MnO_{4(aq)}^{-}+16H_{(aq)}^{+}+10i^{-}}
Reducció: {\displaystyle 10i^{-}+30H^{+}+5BiO_{3(s)}^{-}\to 5Bi_{(aq)}^{3+}+15H_{2}O}
Ells electrons estan equilibrats, i es poden sumar les dues semireaccions, per obtenir finalment l'equació equilibrada.
{\displaystyle {\underline {\left.{\begin{array}{rcl}8H_{2}O+2Mn_{(aq)}^{+2}\to 2MnO_{4(aq)}^{-}+16H_{(aq)}^{+}+10e^{-}\\10e^{-}+30H^{+}+5BiO_{3(s)}^{-}\to 5Bi_{(aq)}^{3+}+15H_{2}O\end{array}}\right\Downarrow +}}}
{\displaystyle 14H_{(aq)}^{+}+2Mn_{(aq)}^{+2}+5NaBiO_{3(s)}\to 7H_{2}O+2MnO_{4(aq)}^{-}+5Bi_{(aq)}^{3+}+5Na_{(aq)}^{+}}

### Medi bàsic
Al medi bàsic s'agreguen ions hidroxils (anions) (OH−) i aigua (H₂O) a les semireaccions per equilibrar l'equació final.
Per exemple, es té la reacció entre el permanganat de potassi i el sulfit de sodi.
Equació sense equilibrar:
{\displaystyle KMnO_{4}+Na_{2}SO_{3}+H_{2}O\to MnO_{2}+Na_{2}SO_{4}+KOH\,\!}
Se separen les semireaccions en:
Oxidació: {\displaystyle SO_{3}^{-2}\to SO_{4}^{-2}+2e^{-}}
Reducció: {\displaystyle 3e^{-}+MnO_{4}^{-}\to MnO_{2}}
S'hi agrega la quantitat adequada d'hidròxids i aigua (les molècules d'aigua se situen on hi ha major quantitat d'oxígens).
Oxidació: {\displaystyle \color {BlueViolet}2OH^{-}\color {Black}+SO_{3}^{-2}\to SO_{4}^{-2}+\color {BlueViolet}H_{2}O\color {Black}+2e-}
Reducció: {\displaystyle 3e^{-}+\color {BlueViolet}2H_{2}O\color {Black}+MnO_{4}^{-}\to MnO_{2}+\color {BlueViolet}4OH^{-}\color {Black}}
S'equilibra la quantitat d'electrons com en l'exemple anterior.
Oxidació: {\displaystyle (2OH^{-}+SO_{3}^{-2}\to SO_{4}^{-2}+H_{2}O+\color {OliveGreen}2e^{-}\color {Black})\;\color {Orange}\times 3\color {Black}}
Reducció: {\displaystyle (\color {Orange}3e^{-}\color {Black}+2H_{2}O+MnO_{4}^{-}\to MnO_{2}+4OH^{-})\;\color {OliveGreen}\times 2\color {Black}}
S'obté:
Oxidació: {\displaystyle 6OH^{-}+3SO_{3}^{-2}\to 3SO_{4}^{-2}+3H_{2}O+6e^{-}}
Reducció: {\displaystyle 6e^{-}+4H_{2}O+2MnO_{4}^{-}\to 2MnO_{2}+8OH^{-}}
Els electrons estan equilibrats, així que es poden sumar les dues semireaccions, per obtenir finalment l'equació equilibrada.
{\displaystyle {\underline {\left.{\begin{array}{rcl}6OH^{-}+3SO_{3}^{-2}\to 3SO_{4}^{-2}+3H_{2}O+6e^{-}\\6e^{-}+4H_{2}O+2MnO_{4}^{-}\to 2MnO_{2}+8OH^{-}\end{array}}\right\Downarrow +}}}
{\displaystyle 2KMnO_{4}+3Na_{2}SO_{3}+H_{2}O\to 2MnO_{2}+3Na_{2}SO_{4}+2KOH\,\!}

## Aplicacions
A la indústria, els processos redox són molt importants, tant pel seu ús productiu (per exemple la reducció de minerals per a l'obtenció de l'alumini o del ferro) com per la seva prevenció (per exemple en la corrosió).
La reacció inversa de la reacció redox (que produeix energia) és l'electròlisi, en la qual s'aporta energia per dissociar elements de les seues molècules.

## Oxidacions i reduccions biològiques

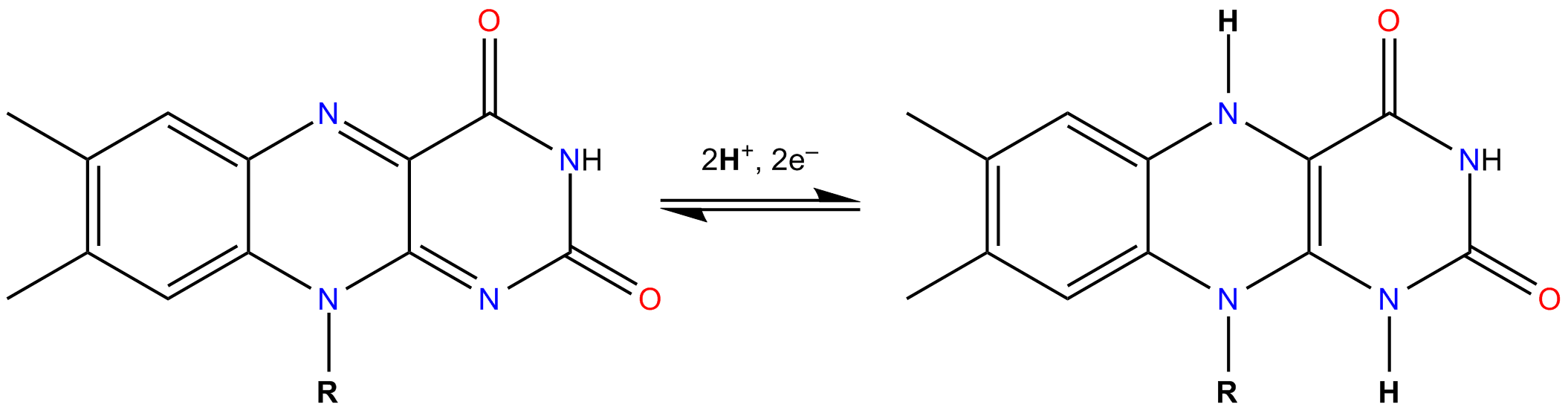
Reducció del coenzim FAD, en forma de guany d'un parell d'àtoms d'hidrogen (dos protons i dos electrons.

En el metabolisme de tots els éssers vius, els processos redox tenen una importància cabdal, ja que intervenen en la cadena de reaccions químiques de la fotosíntesi i de la respiració aeròbica. En ambdues reaccions existeix una cadena transportadora d'electrons formada per una sèrie de complexos enzimàtics, entre els quals destaquen els citocroms; aquests complexos enzimàtics accepten (es redueixen) i cedeixen (s'oxiden) parells d'electrons d'una manera seqüencial, de tal manera que el primer cedeix electrons al segon, aquest al tercer, etc., fins a un acceptor final que es redueix definitivament; durant el seu viatge, els electrons van alliberant energia que s'aprofita per sintetitzar enllaços d'alta energia en forma de ATP.
Un altre tipus de reacció redox fonamental en els processos metabòlics són les deshidrogenacions, en les quals un enzim (la deshidrogenasa) arrenca un parell d'àtoms d'hidrogen a un substrat; atès que l'àtom d'hidrogen consta d'un protó i un electró, aquest substrat s'oxida (ja que perd electrons). Aquests electrons són captats per molècules especialitzades, principalment les coenzims NAD+, NADP+ i FAD que en guanyar electrons es redueixen, i els condueixen a les cadenes transportadores d'electrons.
El metabolisme implica centenars de reaccions redox. Així, el catabolisme el constitueixen reaccions en què els substrats s'oxiden i els coenzims es redueixen. Per contra, en les reaccions de l'anabolisme els substrats es redueixen i els coenzims s'oxiden. En el seu conjunt, catabolisme i anabolisme constitueixen el metabolisme.
En els metalls, una conseqüència molt important de l'oxidació és la corrosió, fenomen d'impacte econòmic molt negatiu, atès que els materials adquireixen o modifiquen les seves propietats segons als agents que estiguin exposats, i com actuïn sobre ells. Combinant les reaccions d'oxidació-reducció (redox) en una cel·la galvànica s'aconsegueixen les piles electroquímiques. Aquestes reaccions poden aprofitar-se per evitar fenòmens de corrosió no desitjats mitjançant la tècnica del ànode de sacrifici i per a l'obtenció de corrent elèctric continu.